# Катастрофа DHC-6 под Провиденсом
Катастрофа DHC-6 под Провиденсом — авиационная катастрофа, произошедшая в воскресенье 21 февраля 1982 года. Авиалайнер De Havilland Canada DHC-6-100 авиакомпании Pilgrim Airlines выполнял плановый внутренний рейс PM458 по маршруту Нью-Йорк—Стратфорд—Нью-Хейвен—Гротон—Бостон, но через 15 минут после вылета из Гротона на его борту вспыхнул пожар, возникший из-за утечки легковоспламеняющейся жидкости из омывателя лобового стекла в кабине экипажа. Пилоты планировали совершить аварийную посадку в аэропорту Провиденса, но из-за усилившегося пожара лайнер совершил жёсткую посадку на покрытое льдом Сичуитское водохранилище и разрушился. Из находившиеся на его борту 12 человек (10 пассажиров и 2 пилота) погиб 1.

## Самолёт
De Havilland Canada DHC-6 Twin Otter 100 (DHC-6-100) (регистрационный номер N127PM, серийный 105) был выпущен в 1968 году (первый полёт совершил 14 февраля). 22 февраля того же года был передан авиакомпании Golden West Airlines (авиакомпания два раза сменила название — Cable Commuter Airlines и Aero Commuter), в которой сменил два бортовых номера — N17132 и N244GW. 8 апреля 1970 года был куплен авиакомпанией Pilgrim Airlines под бортовым номером N244GW, в сентябре того же года был перерегистрирован и его б/н сменился на N127PM. Оснащён двумя турбовинтовыми двигателями Pratt & Whitney Canada PT6A-20. На день катастрофы 14-летний авиалайнер налетал 27 015 часов.

## Экипаж
Экипаж рейса PM458 состоял из двух пилотов:
- Командир воздушного судна (КВС) — 36-летний Томас Н. Принстер (англ. Thomas N. Prinster). Опытный пилот, в авиакомпании Pilgrim Airlines проработал 3 года (с 1 февраля 1979 года). В должности командира DHC-6-100 — с 30 мая 1979 года. Налетал свыше 6500 часов, свыше 2700 из них на DHC-6-100.
- Второй пилот — 27-летний Лайл У. Хогг (англ. Lyle W. Hogg). Малоопытный пилот, в авиакомпании Pilgrim Airlines проработал 5 месяцев (с 14 сентября 1981 года). В должности второго пилота DHC-6-100 — с 19 сентября 1981 года. Налетал свыше 2100 часов, свыше 400 из них на DHC-6-100.

## Расследование
Расследование причин катастрофы рейса PM458 проводил Национальный совет по безопасности на транспорте (NTSB).
Окончательный отчёт расследования был опубликован 20 июля 1982 года, всего через 4 месяца после катастрофы.

## Культурные аспекты
- Катастрофа рейса 458 Pilgrim Airlines показана в 24 сезоне канадского документального телесериала Расследования авиакатастроф в серии Борьба за выживание.